# Olagadam
Olagadam è una suddivisione dell'India, classificata come town panchayat, di 9.381 abitanti, situata nel distretto di Erode, nello stato federato del Tamil Nadu. In base al numero di abitanti la città rientra nella classe V (da 5.000 a 9.999 persone).

## Geografia fisica
La città è situata a 11° 34' 33 N e 77° 38' 55 E.

## Società

### Evoluzione demografica
Al censimento del 2001 la popolazione di Olagadam assommava a 9.381 persone, delle quali 4.813 maschi e 4.568 femmine. I bambini di età inferiore o uguale ai sei anni assommavano a 808, dei quali 445 maschi e 363 femmine. Infine, coloro che erano in grado di saper almeno leggere e scrivere erano 4.998, dei quali 3.140 maschi e 1.858 femmine.